# المسيحية في جزر العذراء الأمريكية

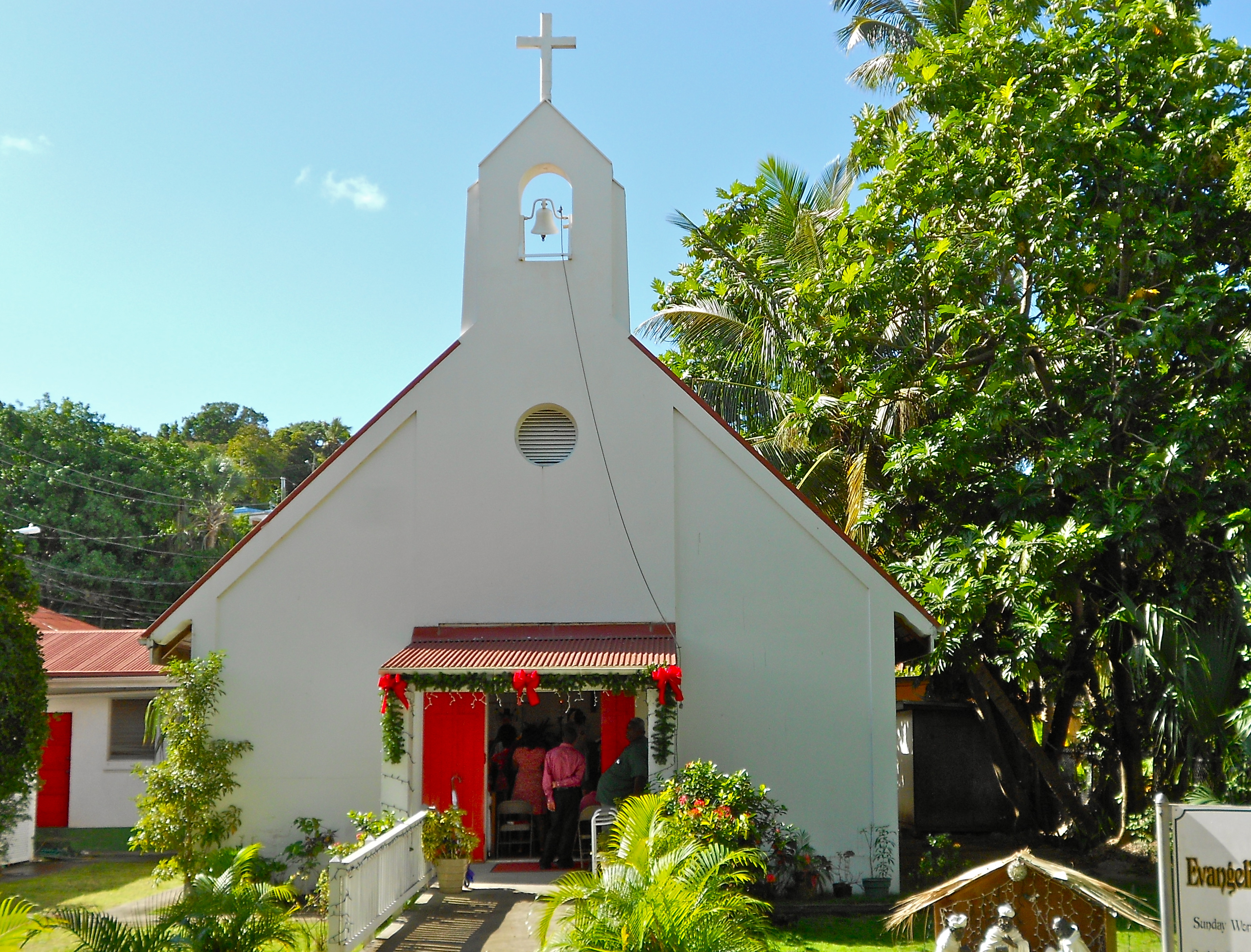
كنيسة القديس جون اللوثرية في شارلوت أمالي.

وفقًا لدراسة نشرها مركز بيو للأبحاث عام 2010 يعتنق أغلب سكان الجزر العذراء الأمريكية المسيحية دينًا، حيث يشكل أتباع الديانة المسيحية حوالي 94.8% من السكان. وبحسب الدراسة حوالي 65.5% من سكان الجزر العذراء الأمريكية يتبعون الكنائس البروتستانتية المختلفة. ويتوزع مسيحيي البلاد بين الكنيسة المعمدانية (42%)، والكاثوليكية (27%) والكنيسة الأسقفية (17%).
بسبب الماضي والتأثير الدنماركي والحاضر والتأثير الأمريكي في الجزر العذراء الأمريكية، كانت البروتستانتية منتشرة على نطاق واسع. وصلت النسخة الأولى من البروتستاتية إلى الجزر على شكل اللوثرية من خلال الإستعمار الدنماركي، كما سمح التاج الدنماركي بحرية العبادة لتقاليد دينيَّة أخرى في الجزر بما في ذلك الكنيسة الأنجليكانية، والكنيسة الرومانية الكاثوليكية، والكنيسة المورافية وغيرها من الجماعات البروتستانتية. ومن المعروف تاريخياً الجهود التبشيريَّة التي اضطلع بها المبشرون من الكنيسة المورافية في جزيرة سانت توماس وسانت كروا، حيث سُمح لهم التبشير في الجزر من قبل الديوان الملكي الدنماركي، لكنهم تعرضوا للتمحيص عندما استنكروا العبودية. هناك تواجد متزايد لعدد من التقاليد بروتستانتية الحديثة الأخرى بما في ذلك الطوائف الخمسينية والإنجيلية والأدفنتست والتي يعود حضورها في الجزر مع سيطرة الولايات المتحدة على الجزر. وهناك أيضًا وجود قوي للرومان الكاثوليك.